# Foot Mercato
 (juin 2025).
Foot Mercato est un site internet créé en 2004. Édité par la société Adversport, il est consacré entièrement à l'actualité et aux rumeurs de transferts en football.

## Historique
Initialement exclusivement consacré à la publication d'informations footballistiques, le site a par la suite développé un forum de discussion (fermé depuis[Quand ?]) ainsi qu'une base de données consacrée aux clubs, joueurs, et entraîneurs de football accessible aux internautes.
Foot Mercato et ses déclinaisons espagnole (Fichajes.com) et allemande (Fussballtransfers.com) comptent plus de 150 millions de pages vues par mois. Les applications mobiles et tablettes (iOS et Android) de ces trois sites comptent elles plus de 200 millions de pages vues par mois.